# Lijst van rijksmonumenten in Zundert (plaats)
De plaats Zundert telt 26 inschrijvingen in het rijksmonumentenregister. Hieronder een overzicht.
| Object                                          | Oorspronkelijke functie?  | Bouwjaar                   | Architect                       | Locatie                 | Coördinaten?                  | Nr.?   | Afbeelding                        |
| ----------------------------------------------- | ------------------------- | -------------------------- | ------------------------------- | ----------------------- | ----------------------------- | ------ | --------------------------------- |
| De Akkermolen                                   | Industrie- en poldermolen | 1625                       |                                 | Akkermolenweg 13        | 51° 28' 44" NB, 4° 40' 1" OL  | 41113  | Meer afbeeldingen                 |
| Raadhuis                                        | Bestuursgebouw en onderdl | 1840                       |                                 | Markt 1                 | 51° 28' 22" NB, 4° 39' 52" OL | 41114  | Meer afbeeldingen                 |
| Huis vredeoord                                  | Boerderij                 | eind 18e of begin 19e eeuw |                                 | Moersebaan 8            | 51° 29' 3" NB, 4° 36' 23" OL  | 41117  | Meer afbeeldingen                 |
| Herenhuis, R.K. pastorie                        | Kerkelijke dienstwoning   | laat 18e eeuw              |                                 | Molenstraat 9           | 51° 28' 17" NB, 4° 39' 49" OL | 41119  | Meer afbeeldingen                 |
| Herberg 'In het anker'                          | Horeca                    | 1635                       |                                 | Rucphenseweg 35         | 51° 29' 3" NB, 4° 36' 41" OL  | 41122  | Meer afbeeldingen                 |
| Van Goghkerkje                                  | Kerk en kerkonderdeel     | 1805                       |                                 | Vincent van Goghplein 1 | 51° 28' 21" NB, 4° 39' 59" OL | 41125  | Meer afbeeldingen                 |
| Kapel                                           | Kapel                     | 1880                       |                                 | Klein Zundertseweg 5    | 51° 28' 45" NB, 4° 39' 24" OL | 519317 | Kapel                             |
| Complex H. Willibrordus: kerk                   | Kerk en kerkonderdeel     | 1910-1911                  | J. Stuyt i.s.m. J.Th.J. Cuypers | Klein Zundertseweg 5    | 51° 28' 45" NB, 4° 39' 24" OL | 519318 | Meer afbeeldingen                 |
| Complex H. Willibrordus: pastorie               | Kerkelijke dienstwoning   | 1910-1911                  | J.Th.J. Cuypers                 | Klein Zundertseweg 7    | 51° 28' 45" NB, 4° 39' 24" OL | 519319 | Complex H. Willibrordus: pastorie |
| Mariahof: woonhuis                              | Woonhuis                  | 1905                       |                                 | Waaijenbergstraat 22    | 51° 28' 20" NB, 4° 42' 2" OL  | 519321 | Mariahof: woonhuis                |
| Mariahof: bijgebouw                             | Bijgebouwen kastelen enz. | ca. 1900                   |                                 | Waaijenbergstraat 22    | 51° 28' 20" NB, 4° 42' 2" OL  | 519322 | Upload foto                       |
| Villa                                           | Woonhuis                  | 1935                       |                                 | Meirseweg 4             | 51° 28' 21" NB, 4° 40' 4" OL  | 519324 | Upload foto                       |
| Sint-Trudokerk                                  | Kerk en kerkonderdeel     | 1927                       |                                 | Molenstraat 7           | 51° 28' 17" NB, 4° 39' 50" OL | 519325 | Meer afbeeldingen                 |
| Voormalig klooster en internaat                 | Klooster, kloosteronderdl | 1840                       |                                 | Molenstraat 13          | 51° 28' 16" NB, 4° 39' 48" OL | 519326 | Meer afbeeldingen                 |
| De Moeren: landhuis                             | Kasteel, buitenplaats     | 1817-1819                  |                                 | Rucphenseweg 37         | 51° 29' 5" NB, 4° 36' 39" OL  | 526881 | Meer afbeeldingen                 |
| De Moeren: historische tuin- en parkaanleg      | Tuin, park en plantsoen   | 18e/19e eeuw               |                                 | Rucphenseweg bij 37     | 51° 29' 8" NB, 4° 36' 32" OL  | 526883 | Upload foto                       |
| De Moeren: stal naast croquet-veld              | Bijgebouwen kastelen enz. |                            |                                 | Rucphenseweg bij 34     | 51° 29' 6" NB, 4° 36' 41" OL  | 526884 | Upload foto                       |
| De Moeren: paardenstal                          | Bijgebouwen kastelen enz. | begin 19e eeuw             |                                 | Rucphenseweg bij 37     | 51° 29' 6" NB, 4° 36' 38" OL  | 526885 | Upload foto                       |
| De Moeren: dienstwoning annex bakhuis           | Bijgebouwen kastelen enz. | eerste helft 18e eeuw      |                                 | Moersebaan 4            | 51° 29' 3" NB, 4° 36' 35" OL  | 526886 | Meer afbeeldingen                 |
| De Moeren: stal bij dienstwoning annex bakhuis  | Bijgebouwen kastelen enz. | tweede helft 19e eeuw      |                                 | Moersebaan bij 4        | 51° 29' 3" NB, 4° 36' 35" OL  | 526887 | Upload foto                       |
| De Moeren: dienstwoning                         | Bijgebouwen kastelen enz. | 1821                       |                                 | Moersebaan 2            | 51° 29' 2" NB, 4° 36' 37" OL  | 526888 | Meer afbeeldingen                 |
| De Moeren: wagenschuur                          | Bijgebouwen kastelen enz. | 19e eeuw                   |                                 | Moersebaan bij 2        | 51° 29' 2" NB, 4° 36' 36" OL  | 526889 | Meer afbeeldingen                 |
| De Moeren: Vlaamse schuur aan Moersebaan        | Bijgebouwen kastelen enz. | begin 19e eeuw             |                                 | Moersebaan bij 2        | 51° 29' 2" NB, 4° 36' 38" OL  | 526890 | Meer afbeeldingen                 |
| De Moeren: schuur achter stal aan de Moersebaan | Bijgebouwen kastelen enz. | begin 19e eeuw             |                                 | Moersebaan bij 2        | 51° 29' 1" NB, 4° 36' 38" OL  | 526891 | Meer afbeeldingen                 |
| De moeren: kinderhuisje                         | Bijgebouwen kastelen enz. | ca. 1920                   |                                 | Rucphenseweg bij 37     | 51° 29' 4" NB, 4° 36' 38" OL  | 526892 | Upload foto                       |
| Boerderij "In den kleine Anker"                 | Boerderij                 | 1670 (bouw) 1916 (verb.)   |                                 | Rucphenseweg 34         | 51° 29' 5" NB, 4° 36' 41" OL  | 528467 | Meer afbeeldingen                 |